# Joy Grieveson
Joy Grieveson, wł.  Elizabeth Joyce Grieveson, po mężu Watson (ur. 31 października 1941 w Marylebone) – brytyjska lekkoatletka, sprinterka, wicemistrzyni Europy z 1962.
Specjalizowała się w biegu na 400 metrów. Zdobyła srebrny medal w tej konkurencji na mistrzostwach Europy w 1962 w Belgradzie, za Mariją Itkiną ze Związku Radzieckiego, a przed Holenderką Tilly van der Zwaard.
Startując w reprezentacji Anglii wzięła udział w Igrzyskach Imperium Brytyjskiego i Wspólnoty Brytyjskiej w 1962 w Perth. Odpadła w półfinale biegu na 220 jardów, a biegu na 880 jardów nie ukończyła.
Na igrzyskach olimpijskich w 1964 w Tokio była jedną z faworytek biegu na 400 metrów, ale zmagała się z kontuzją i odpadła w półfinale. Odpadła w eliminacjach biegu na 440 jardów na Igrzyskach Imperium Brytyjskiego i Wspólnoty Brytyjskiej w 1966 w Kingston. Wkrótce potem wyszła za mąż i zakończyła karierę zawodniczą.
Była mistrzynią Wielkiej Brytanii (AAA) w biegu na 440 jardów w 1963 i 1965, wicemistrzynią w 1962, 1964 i 1966 oraz brązową medalistką w 1961.
Dwukrotnie poprawiała rekord Wielkiej Brytanii w  biegu na 400 metrów do wyniku 53,2 (14 września 1963 w Londynie).